# Listă de formații post-hardcore
Aceasta este o listă de formații post-hardcore notabile.

## List
| - 12 Stones - Adept - Abandon All Ships - ...And You Will Know Us by the Trail of Dead - Alesana - Alexisonfire - Anberlin - At the Drive-In - Atreyu - Attack Attack! - Bastro - Before Their Eyes - Big Black - Bitch Magnet - Black Eyes - The Bled - Blessthefall - Blindside - The Blood Brothers - Bluetip - Brand New - Burning Airlines - Bury Tomorrow - Cap'n Jazz - Cave In - Chavez - Chiodos - Circle Takes The Square - City of Caterpillar - The Classic Crime - Cloud Nothings - The Crownhate Ruin - Cursive - Dance Gavin Dance - Dance Club Massacre - Dead Poetic - Decyfer Down - The Dismemberment Plan - Dizmas - Drive Like Jehu - Drop Dead, Gorgeous | - Edison Glass - The Effigies - Egg Hunt - Emarosa - Embrace (US) - Emery - Enter Shikari - Escape the Fate - Family Force 5 - The Fall of Troy - Faraquet - Fightstar - Flyleaf - Frodus - From First to Last - Fugazi - Girls Against Boys - Hawthorne Heights - Helmet - Hopesfall - Hopes Die Last - I Am Empire - Inhale Exhale - In Fear and Faith - Jawbox - The Jesus Lizard - Karp - La Dispute - Letlive. - Lungfish - Mclusky - The Men - Mohinder - Moss Icon - Naked Raygun - The Nation of Ulysses - Nomeansno - One Last Wish - Orchid | - Pg.99 - The Plot to Blow Up the Eiffel Tower - Pierce The Veil - Q and Not U - Quicksand - Rapeman - Refused - Riverbeds - Rollins Band - Saccharine Trust - Sainthood Reps - Scratch Acid - Secret & Whisper - Senses Fail - Shellac - Shudder to Think - Silverstein - Six Finger Satellite - A Skylit Drive - The Sleeping - Sleeping With Sirens - Slint - Smart Went Crazy - Soulside - Swing Kids - Snow White's Poison Bite - Till Lungs Collapse - Touche Amore - These Arms Are Snakes - Thrice - Thursday - Trenchmouth - Underoath - Universal Order of Armageddon - Unwound - The VSS - The Warmers - We Are the Ocean - Young Widows |